# 王哲林
王 哲林（おう てつりん または ワン・ジェーリン、英語: Wang Zhelin , 1994年1月20日 - ）は、中国・福建省福州市出身のプロバスケットボール選手。CBAの上海シャークスに所属している。ポジションはセンター。

## 経歴
1994年1月20日に中国福建省福州市で元バスケットボール選手の両親のもとに生まれる。2012年4月7日にアメリカで行われた19歳以下のアメリカ選抜対世界選抜の試合ナイキ・フープサミットに選抜され、先発で出場した。試合ではチームで2番目の19得点をあげ世界選抜の勝利に貢献し、注目を浴びる。その後、中国プロバスケットボールリーグ(CBA)の福建スタージョンズに入団した。
2016年のNBAドラフトでは、メンフィス・グリズリーズから57位で指名(同国出身の周琦も全体43位でヒューストン・ロケッツに指名)されたが、グリズリーズとは契約せず、福建スタージョンズでプレーを続けた。
2021年9月10日に、メンフィス・グリズリーズとロサンゼルス・レイカーズの間でトレードが行われ、彼のドラフト交渉権がレイカーズに譲渡された。
2022年1月3日、レイカーズとクリーブランド・キャバリアーズ、ニューヨーク・ニックスの3チーム間トレードによって、彼の交渉権がニックスへ譲渡された。

## ナショナルチーム
2010年にU-17、更にU-18中国代表にも選ばれた。
2012年8月に行われた第22回バスケットボールアジアU-18選手権にはチームのエースとして出場、優勝をはたした。更に同大会では得点王に輝き大会ベスト5にも選出された。